# Bom Despacho
Bom Despacho es un municipio brasileño, localizado en el centro oeste de Minas Gerais, a 156 km de Belo Horizonte, el municipio está a 768 m de altitud. De acuerdo con el censo realizado por el IBGE en 2010, su población es de 45.624 habitantes.
Se encuentra en la región del Alto São Francisco y es bañada por los ríos Lambari y Picão. Esta región cubre las naciente del río São Francisco alcanzando el Lago de Tres Marías. El distrito de Molino del Ribeiro se localiza a 30 km de la sede.

## Administración
- Prefecto: Haroldo Queiroz (2009/2012)
- Viceprefecto: Ronaldo Leche de Oliveira: (2009/2012)
- Presidente de la cámara: Marcos Fidélis (2010)